# Tom Shrapnel
Thomas Heydon "Tom" Shrapnel, es un director, escritor y productor inglés.

## Biografía
Es hijo del actor John Shrapnel y de Francesca Ann Bartley-Shrapnel, sus hermanos mayores son: el actor Lex Shrapnel y el escritor Joe Shrapnel.
Sus abuelos maternos son la actriz escocesa Deborah Kerr y el productor Anthony C. Bartley.
Sus abuelos paternos son el periodista y autor Norman Shrapnel y Mary Lillian Edwards-Myfanwy. 
Su tío es el compositor Hugh Shrapnel.

## Filmografía

### Director, Escritor, Productor y Editor
| Año  | Título          | Notas                                         |
| ---- | --------------- | --------------------------------------------- |
| 2014 | Strange Weather | corto - director, escritor, productor         |
| 2012 | Aeolian         | corto - director, escritor, productor, editor |
| 2011 | Simply Rob      | corto - director, editor                      |
| 2010 | Eat Me          | corto - director                              |
| 2010 | Chrysalis       | corto - director, editor                      |
| 2008 | This Is J03     | corto - director, editor                      |
| 2005 | My Tumour & I   | corto - director, escritor, editor            |

### Cinematografía
| Año  | Título     | Notas            |
| ---- | ---------- | ---------------- |
| 2011 | Simply Rob | corto documental |

### Departamento de Animación
| Año  | Título  | Notas            |
| ---- | ------- | ---------------- |
| 2012 | Aeolian | corto - animador |

### Departamento de Sonido
| Año  | Título      | Notas          |
| ---- | ----------- | -------------- |
| 2008 | Terrafarmer | corto - sonido |

### Departamento Eléctrico
| Año  | Título                    | Notas                       |
| ---- | ------------------------- | --------------------------- |
| 2002 | Bailando en el cementerio | operador asistente de video |
| 2002 | Alone                     | operador asistente de video |

### Actor (película)
| Año  | Título              | Personaje    | Notas                                                                                         |
| ---- | ------------------- | ------------ | --------------------------------------------------------------------------------------------- |
| 1995 | England, My England | Joven Pelham | junto a Simon Callow, Michael Ball, Rebecca Front, Lucy Speed, Corin Redgrave & John Shrapnel |